# Aulonocnemis exaratoides
Aulonocnemis exaratoides är en skalbaggsart som beskrevs av Yves Cambefort 1987. Aulonocnemis exaratoides ingår i släktet Aulonocnemis och familjen Aulonocnemidae. Inga underarter finns listade.